# 큰곰자리 II 왜소은하
큰곰자리 II 왜소 은하(영어: Ursa Major II Dwarf Galaxy)는 큰곰자리에 있는 왜소타원은하이다.
태양에서 약 3만 파섹 정도 떨어져있으며 116 km/s의 속도로 가까워지는 청색편이 현상을 보인다. 큰곰자리 II 왜소 은하는 매우 작고 어두운데 태양의 밝기의 4,000배 정도 밖에 안되고, 대부분의 구상성단들보다도 어둡다. 심지어는 카노푸스보다도 어두운 광도를 보인다.
매우 늙은 항성들로 구성되어 있으며, 금속의 포함 정도는 매우 낮다. 그러므로 우주에서 초기에 생성된 별들로 이루어져 있다고 추측된다.

## 같이 보기
- 큰곰자리 I 왜소은하
- 작은곰자리 왜소은하